# 于道泉
于道泉（1901年10月28日—1992年4月21日），字伯源，山东临淄人，著名藏学家。教育家于明信先生的长子，于若木的长兄。

## 生平
1920年考入齐鲁大学，后转至国立北平大学（即现在的西北大学），任梵文教授钢和泰男爵的课堂翻译，并从其学习梵文、藏文、蒙文。后到在雍和宫学习藏语和蒙古语。1924年从社会学系毕业。
1927年入北海图书馆从事满文、蒙古文、藏文书籍的编目。1928年在中央研究院历史语言考古研究所任助理研究员。1930年发表《第六代达赖喇嘛仓央嘉措情歌》一书，引起很大反响。
1934年赴法国巴黎留学。1938年起在英国伦敦东方非洲研究院执教。1949年回国在北京大学任教，后调配至中央民族学院（即现在的中央民族大学）。
1953年开始主持编写《藏汉对照拉萨口语词典》，1983年由民族出版社出版。这部字典迄今仍是唯一标注实际语音的藏语字典。